# Teočak (město)
Teočak (v srbské cyrilici Теочак) je město v Tuzlanském kantonu na severu Bosny a Hercegoviny. Je centrem stejnojmenné općiny. V roce 1991 měl 2861 obyvatel.
Město Teočak se rozvinulo ze středověké pevnosti, kterou zde nechalo zbudovat Uhersko v obavách před vpádem Turků. V blízkosti města se nacházelo také několik nekropolí stećků, z nichž se do současnosti dochovala však jen malá část. Ve 13. století byl Teočak spolu s okolím a nedalekým regionem Semberija součástí středověkého Srbska pod vládou nejprve Dragutina, poté Vladislava a nakonec Uroše. Poté město na nějakou dobu drželi Uhři, aby se roku 1521 stalo definitivně na několik set let součástí Osmanské říše, spolu s nedalekým Srebrenikem, obsazeným ve stejném roce.